# 藤原藤嗣
藤原 藤嗣（ふじわら の ふじつぐ）は、平安時代初期の公卿。名は藤継とも記される。藤原北家、左大臣・藤原魚名の孫。中務大輔・藤原鷲取の次男。官位は従四位上・参議。

## 経歴
延暦12年（793年）常陸掾に任ぜられると、中務少丞・式部大丞を経て、延暦18年（799年）従五位下に叙爵される。のち、権右少弁・大宰少弐を歴任する。
延暦25年（806年）4月に平城天皇が即位すると、5月に従五位上、6月に従四位下と1年間で4階級の昇叙を受けるなど、平城朝で急速に昇進するとともに、右京大夫・兵部大輔を歴任した。
大同4年（809年）嵯峨天皇の即位に伴い従四位上に叙せられて、皇太子・高丘親王（平城上皇の皇子）の春宮大夫に任ぜられる。また、右大弁・陸奥出羽按察使も務める。翌大同5年（810年）に発生した薬子の変では嵯峨天皇側に付いて右近衛中将を兼ね、変後は摂津守を兼ねた。弘仁3年（812年）参議兼大宰大弐に任ぜられ公卿に列す。のち右衛門督を兼ねた。
弘仁8年（817年）3月25日薨去。享年45。最終官位は参議従四位上。

## 官歴
注記のないものは『六国史』による。
- 延暦12年（793年） 5月：常陸掾[1]
- 延暦16年（797年） 11月15日：中務少丞[1]
- 延暦18年（799年） 2月20日：式部大丞[1]。5月10日：従五位下
- 延暦20年（801年） 5月10日：因幡守[1]
- 延暦22年（803年） 10月15日：権右少弁[1]
- 延暦23年（804年） 正月24日：大宰少弐
- 延暦25年（806年） 5月18日：従五位上[1]。6月29日：従四位下[1]
- 大同3年（808年） 正月21日：兼右京大夫[1]。5月21日：兼兵部大輔
- 大同4年（809年） 4月14日：従四位上、春宮大夫[1]。6月2日：右大弁[1]
- 大同5年（810年） 8月10日：陸奥出羽按察使[1]。8月29日：兼春宮大夫（春宮・高岳親王）[1]。9月10日：兼右近衛中将。9月13日：止春宮大夫（廃太子）[2]。9月16日：兼摂津守
- 弘仁2年（811年） 5月14日：兼右京大夫
- 弘仁3年（812年） 正月12日：参議兼大宰大弐、止摂津守[2]。日付不詳：止右京大夫[2]
- 弘仁7年（816年） 日付不詳：辞大宰大弐[1]
- 時期不詳：右衛門督[1]
- 弘仁8年（817年） 3月25日：薨去（参議従四位上）

## 系譜
『尊卑分脈』による。
- 父：藤原鷲取
- 母：藤原人数（藤原良継の娘）
- 妻：紀古佐美の娘
  - 男子：藤原常房
  - 男子：藤原高房（795-852）
  - 男子：藤原宮房
- 生母不詳
  - 男子：藤原宮作
  - 男子：藤原春岡（?-?）
  - 男子：藤原善本
  - 男子：藤原三清
  - 男子：藤原上支
  - 男子：藤原越岑
  - 男子：藤原弥房
  - 男子：藤原貞直